# Smosh
Smosh – kanał w serwisie YouTube stworzony przez duet komików internetowych. Założyli go Ian Hecox (ur. 30 listopada 1987 w Sacramento) oraz Anthony Padilla (ur. 16 września 1987, również w Sacramento). W 2003 roku Padilla zaczął wstawiać krótkie filmiki na portal Newgrounds pod nazwą Smosh. Później dołączył do niego jego przyjaciel, Ian Hecox. Niedługo później zaczęli publikować filmy w serwisie YouTube i wkrótce stali się jednym z najpopularniejszych kanałów tejże strony. Obecnie kanał Smosh ma ponad 26 milionów subskrybentów oraz 10.7 miliarda wyświetleń. Kanał ten przechodził także trzy okresy, w których posiadał tytuł najczęściej subskrybowanego kanału w serwisie YouTube: od maja do czerwca 2006, od kwietnia 2007 do września 2008, oraz od stycznia do sierpnia 2013 (wtedy tytuł ten przejął kanał PewDiePie).
14 czerwca 2017 roku Anthony Padilla ogłosił, że opuszcza Smosh, żeby zostać niezależnym twórcą. W czerwcu 2023, Ian i Anthony, założyciele kanału, zakupili prawa do Smosh od sieci partnerskiej "Rhett & Link" i wrócili do kanału.

## Kanały
Na YouTube istnieje 8 kanałów dotyczących Smosha, w tym 5 z regularnie publikowanymi filmami.
- Smosh – główny kanał na którym publikowane są serie „[rok] vs [rok]”, „Every [blank] ever”, „If [blank] were real”, „What if...” oraz skecze na różny temat.
- Smosh Pit (Oryginalnie IanH, teraz Hecox jest jedyną osobą która nie ma kanału) - drugi kanał, na którym publikowana jest seria „Try Not To Laugh”, gdzie członkowie grupy próbują się nawzajem rozbawić; czasem w tej serii pojawiają się różni goście: youtuberzy, aktorzy itp.

- El Smosh – wersja głównego kanału, gdzie co sobotę publikowane są epizody zdubbingowane w języku hiszpańskim.

- Smosh Games – kanał poświęcony grom. Tutaj pojawia się dwanaście filmów tygodniowo. Projektem głównie zajmują się David „Lasercorn” Moss, Matt Sohinki, Joshua „Jovenshire” Ovenshire oraz Mari Takahashi. 12 grudnia 2014 roku do ekipy Smosh Games oficjalnie dołączyli Amra „Flitz” Ricketts, and Wesley „Wes The Editor” Johnson[5].
- Shut Up! Cartoons – na tym kanale znajdują się serie kreskówek tworzone przez różnych autorów.
- AnthonyPadilla – kanał Anthony'ego, na który wstawia swoje vlogi. Od 2017 na kanale prowadzi serię „I spent a Day with…”, gdzie prowadzi wywiady z różnymi osobami których łączy np. sława, płeć, zawód.
- AskCharlie – kanał aktywny od maja 2010 do grudnia 2011, gdzie w serii Ask Charlie zantropomorfizowana świnka morska o imieniu Charlie odpowiada na pytania widzów. Seria zakończyła się śmiercią Charliego.

Smosh udostępniało swoje produkcje również na własnej stronie. Można było tam znaleźć wycięte sceny których nie ma w podstawowych wersjach ich starszych filmów (rozpoczęli wstawianie wyciętych scen) oraz wiele humorystycznych memów internetowych i gadżetów związanych ze produkcjami Smosh, które były do nabycia za opłatą. Obecnie strona ta jest zredukowana do minimum, są linki do podcastu SmoshCast, sklep Smosh oraz ogłoszenia i link do najnowszego filmu wstawionego na YouTube.

## Food Battle
Seria Food Battle to jedna z najstarszych i niewielu jakie powstały na tymże kanale. Prowadzona jest od roku 2006 a zakończona w 2016 roku i wznowiona w 2023. Nowe odcinki były wypuszczane co roku. Odcinki były zazwyczaj poprzedzane ogłoszeniem, a potem zwiastunem
W serii komicy prześcigali się, które jedzenie może wykonać więcej codziennych czynności, np. filiżanka kawy, długopis, GPS. Jedzenie Iana się nie zmieniło i od początku był to pączek z różową polewą oraz kolorową posypką, natomiast jedzenie Anthony'ego zmieniało się co roku, a od roku 2009 widzowie mogli na nie głosować.
Padilla oraz Hecox stworzyli grę opartą na tej serii pod tytułem Food Battle: The Game. Fundusze potrzebne do stworzenia gry zebrano z dotacji internautów poprzez stronę Indiegogo. Gra jest dostępna całkowicie za darmo i przypomina takie gry, jak The Legend of Zelda, Banjo Kazooie oraz Wiedźmin.

## Film "Smosh: The Movie"
Smosh'owy duet w 2015 roku stworzył film, w którym grając fikcyjne wersje siebie, próbują usunąć z YouTube'a kompromitujący filmik Anthony'ego, by nie zobaczyła go jego licealna miłość w związku z balem absolwentów klasy Ian'a i Anthony'ego. Przenoszą się w świat głupich filmików poprzez portal w siedzibie YouTube, ale prezes strony próbuje ich tam uwięzić na zawsze.

## Albumy muzyczne
Grupa wydała również 5 albumów z muzyką opublikowaną przez nich na kanale:
- "Sexy Album" (2010)
- "If Music Were Real" (2011)
- "Smoshtastic" (2012)
- "The Sweet Sound of Smosh" (2013)
- "Shut Up! And Listen" (2015)

## Wszyscy członkowie Smosh
Początkowy skład:
- Anthony Padilla
- Ian Hecox
- Sharon Hecox (mama Iana)
- Ryan Todd (jako Stevie)

Obecny skład:
- Anthony Padilla
- Ian Hecox
- Shayne Topp
- Courtney Miller
- Keith Leak Jr.
- Noah Grossman
- Olivia Sui
- Damien Haas
- Amanda Lehan-Canto
- Chanse McCrary
- Angela Giarratana
- Arasha Lalani
- Trevor Evarts